# Elezioni amministrative giuliane del 1945
Le elezioni amministrative nella Venezia Giulia occupata dalla Jugoslavia si tennero il 25 novembre 1945. Furono consultazioni farsa giostrate dalle forze comuniste.

## Storia
Le votazioni si tennero due settimane dopo le elezioni politiche in Jugoslavia. La fretta di fissare tale appuntamento, quando non era ancora in calendario neanche in Italia né tantomeno nella Venezia Giulia sotto occupazione americana, aveva la duplice funzione di accelerare sia l’instaurazione della dittatura comunista sia l’annessione alla Jugoslavia.
La sconfitta nazista aveva lasciato in campo libero ai titini, dato che tutte le precedenti autorità amministrative, in quanto tutte imposte dai fascisti, si erano date alla fuga o erano state fisicamente eliminate. I comunisti le avevano dunque sostituite con una pluralità di soviet, i Comitati popolari di liberazione (CLP) con poteri illimitati.
La suddivisione del territorio, quando ancora in teoria secondo il diritto italiano e quello internazionale sarebbero state in vigore le province tricolori, venne riportata sostanzialmente al sistema austroungarico, basandosi sull’equiparazione dei precedenti cinque lustri a una parentesi di occupazione straniera da annullare. A livello provinciale le assemblee da eleggere erano dunque tre: quella circondariale del Litorale sloveno, quella regionale istriana, e quella cittadina di Fiume che come ai tempi asburgici faceva a sé. Al di sotto delle prime due assemblee vi erano poi i comitati popolari locali, in Istria quelli distrettuali di Buie, Pinguente, Cherso, Pedena, Lupogliano, Albona, Lussino, Montona, Pisino, Antignana, Umago, Gimino, Parenzo, Rovigno e Dignano, questi ultimi tre a loro volta comprendenti altrettanti comitati cittadini.
Le votazioni furono svolte sotto la lista unica del Fronte popolare, cosa che le rese plebiscitarie. L’elettore riceveva una pallina di gomma da depositare in una delle due urne, quella rossa dei favorevoli e quella nera dei contrari, mentre da Pola il CLN invitava via radio gli italiani all’astensione. Alla vigilia del voto fece scalpore l’arresto di Antonio Budicin, autorevole componente di lingua italiana del comitato popolare istriano in qualità di commissario alle politiche sociali e attivista comunista di lunga data il quale, fermo sostenitore delle politiche di sinistra del nuovo regime ma critico verso quelle nazionaliste slave, fu accusato di essere un segreto simpatizzante fascista sulla base di documenti prebellici improvvisamente rinvenuti.
L’affluenza variò significativamente fra le città e le campagne anche in rapporto alla composizione etnica, ma grazie alle minacce dei partigiani titini fu comunque ovunque largamente superiore alla maggioranza assoluta, e lo stesso valse per i risultati a favore della lista unica. A dicembre si riunirono dunque la nuova Assemblea regionale istriana e le assemblee locali, che elessero i relativi Comitati popolari i quali a loro volta scelsero i Comitati esecutivi alla guida della nuova amministrazione locale, in carica fino al 1949. Dal canto suo l’Italia dovette riconoscere lo stato di fatto nel 1947 con la firma del trattato di pace.